# Alldays & Onions
Alldays & Onions — автомобильная компания Великобритании, появившаяся в результате слияния двух компаний: Alldays и Onions в 1899 году, просуществовала до 1925 года.

## История
Компания специализировалась на инженерных разработках, которые первоначально были направлены на создание велосипедов. Позднее, используя первые двигатели внутреннего сгорания, компания приступила к производству мотоциклов, а в 1903 году стала выпускать свой первый серийный автомобиль. Он просуществовал на рынке до 1911 года, а затем был снят с производства. Автомобиль был укомплектован двигателем мощностью 4 лошадиных силы.
В годы Первой мировой войны Alldays & Onions занималась производством тяжелых грузовиков, которые пользовались большим спросом в Великобритании, а также далеко за её пределами. После войны инженеры компании, которую выкупили сторонние инвесторы, сумели выпустить первый в мире двигатель внутреннего сгорания. Его мощность составила 30 лошадиных сил. Компания Alldays & Onions просуществовала до 1925 года, после чего была закрыта по причине затянувшегося кризисного положения.